# 2009 KZ36
2009 KZ36, também escrito como 2009 KZ36, é um corpo celeste que é classificado como um centauro, numa classificação estendida de centauros. Ele possui uma magnitude absoluta de 10,3 e tem um diâmetro estimado de cerca de 38 km.

## Descoberta
2009 KZ36 foi descoberto no dia 27 de maio de 2009.

## Órbita
A órbita de 2009 KZ36 tem uma excentricidade de 0,587 e possui um semieixo maior de 48,410 UA. O seu periélio leva o mesmo a uma distância de 20,013 UA em relação ao Sol e seu afélio a 76,807 UA.